# Рай-Александровская волость (Изюмский уезд)
Рай-Александровская во́лость — историческая административно-территориальная единица Изюмского уезда Харьковской губернии с волостным правлением в селе Рай-Александровка.
По состоянию на 1885 год состояла из 10 поселений, 8 сельских общин. Население — 6802 человек (3376 человек мужского пола и 3426 — женского), 1194 дворовых хозяйства.
|                       | Площадь | В т.ч. пахотной |
| --------------------- | ------- | --------------- |
| Сельских общин        | 12301   | 11161           |
| Частной собственности | 343     | 80              |
| Другой собственности  | 153     | 107             |
| В целом               | 12797   | 11348           |

Основные поселения волости:
- Рай-Александровка — бывшее государственное село при реке Сухой в 63 верстах от уездного города Изюма. В селе волостное правление, 230 дворов, 1805 жителей, православная церковь, часовня, школа, 3 ярмарки.
- Никифоровка (Макагоновка) — бывшее владельческое село при реке Васюковке. В селе 124 двора, 707 жителей, православная церковь, 2 лавки.
- Николаевка — бывшее государственное село. В селе 250 дворов, 1466 жителей, православная церковь, школа.
- Пискуновка — бывший государственный хутор при реке Северском Донце, 110 дворов, 692 жителя.
- Рай-Городок — бывшее государственное село при реке Торце. В селе 389 дворов, 2061 житель, православная церковь, школа, лавка.

Храмы волости:
- Александро-Невская церковь в селе Рай-Александровка.
- Архангело-Михайловская церковь в селе Рай-Городок.
- Вознесенская церковь в селе Никифоровка.
- Иоанно-Богословская церковь на хуторе Пискуновке.
- Николаевская церковь в селе Николаевке.